# Divisione Nazionale A 1938
La Divisione Nazionale A 1938 è stata la 22ª edizione della massima serie del campionato italiano maschile di pallanuoto.

## Calendario e risultati

### Tabellone
|           | Florentia | Napoli | Lazio | Cavagnaro | Camogli | Milano | Mameli | Albarese |
| --------- | --------- | ------ | ----- | --------- | ------- | ------ | ------ | -------- |
| Florentia |           | 3-1    | 6-3   | 3-1       | 6-2     | 6-0    | 11-0   | 7-0      |
| Napoli    | 3-4       |        | 4-1   | 2-1       | 6-1     | 5-2    | 9-0    | 9-0      |
| Lazio     | 1-5       | 0-3    |       | 2-1       | 3-1     | 2-2    | 8-0    | 6-0      |
| Cavagnaro | 2-2       | 3-2    | 1-2   |           | 1-0     | 0-0    | 5-2    | 5-2      |
| Camogli   | 1-1       | 1-1    | 2-4   | 2-0       |         | 2-0    | 4-0    | 3-0      |
| Milano    | 0-2       | 2-3    | 1-2   | 2-2       | 4-3     |        | 6-0    | 10-0     |
| Mameli    | 0-6       | 1-8    | 0-4   | 1-5       | 1-2     | 2-2    |        | 3-1      |
| Albarese  | 1-4       | 0-5    | 0-9   | 5-0       | 0-4     | 1-3    | 1-2    |          |

### Calendario
| andata       | 1ª giornata      | ritorno      |
| 25 giu. 1938 |                  | 27 ago. 1938 |
| 6-0          | Lazio-Albarese   | 9-0          |
| 0-6          | Mameli-Florentia | 0-11         |

| andata      | 4ª giornata     | ritorno     |
| 2 lug. 1938 |                 | 4 set. 1938 |
| 1-8         | Mameli-Napoli   | -           |
| 1-2         | Cavagnaro-Lazio | -           |

| andata       | 7ª giornata      | ritorno      |
| 10 lug. 1938 |                  | 17 set. 1938 |
| 3-4          | Napoli-Florentia | 1-3          |
| 5-0          | Cavagnaro-Mameli | 5-1          |
| 1-3          | Albarese-Milano  | 0-10         |

| andata       | 10ª giornata  | ritorno      |
| 20 ago. 1938 |               | 25 set. 1938 |
| -            | Lazio-Camogli | 4-2          |

| andata       | 2ª giornata         | ritorno      |
| 26 giu. 1938 |                     | 28 ago. 1938 |
| 9-0          | Napoli-Albarese     | 5-0          |
| 2-2          | Cavagnaro-Florentia | 1-3          |
| 4-0          | Camogli-Mameli      | 2-1          |

| andata      | 5ª giornata      | ritorno      |
| 3 lug. 1938 |                  | 10 set. 1938 |
| 0-4         | Mameli-Lazio     | 0-9          |
| 3-2         | Cavagnaro-Napoli | 1-2          |
| 0-4         | Albarese-Camogli | 0-3          |
| 0-2         | Milano-Florentia | 0-6          |

| andata       | 8ª giornata  | ritorno      |
| 13 ago. 1938 |              | 18 set. 1937 |
| 2-2          | Lazio-Milano | 2-1          |

| andata       | 11ª giornata       | ritorno     |
| 21 ago. 1938 |                    | 2 ott. 1938 |
| 6-1          | Napoli-Camogli     | 1-1         |
| 5-2          | Cavagnaro-Albarese | -           |
| 2-2          | Mameli-Milano      | 0-6         |

| andata       | 3ª giornata       | ritorno     |
| 29 giu. 1938 |                   | 3 set. 1938 |
| 0-3          | Lazio-Napoli      | 1-4         |
| 6-2          | Florentia-Camogli | 1-1         |
| 0-0          | Cavagnaro-Milano  | -           |
| 3-1          | Mameli-Albarese   | 2-1         |

| andata      | 6ª giornata     | ritorno      |
| 9 lug. 1938 |                 | 11 set. 1937 |
| 1-5         | Lazio-Florentia | 3-6          |

| andata       | 9ª giornata        | ritorno      |
| 14 ago. 1938 |                    | 24 set. 1938 |
| -            | Napoli-Milano      | -            |
| -            | Florentia-Albarese | 4-1          |
| -            | Camogli-Cavagnaro  | 0-1          |

| andata       | 12ª giornata   | ritorno     |
| 25 ago. 1938 |                | 9 ott. 1938 |
| -            | Camogli-Milano | -           |

## Classifica
|  |    | Classifica finale 1938 | Pt | G  | V  | N | P  | GF | GS | DR  |
|  | -- | ---------------------- | -- | -- | -- | - | -- | -- | -- | --- |
|  | 1. | Florentia              | 26 | 14 | 12 | 2 | 0  | 62 | 13 | +49 |
|  | 2. | Napoli                 | 21 | 14 | 10 | 1 | 3  | 61 | 19 | +42 |
|  | 3. | Lazio                  | 19 | 14 | 9  | 1 | 4  | 46 | 22 | +24 |
|  | 4. | Cavagnaro              | 15 | 14 | 6  | 3 | 5  | 32 | 20 | +12 |
|  | 5. | Camogli                | 14 | 14 | 6  | 2 | 6  | 32 | 20 | +12 |
|  | 6. | Milano                 | 11 | 14 | 4  | 3 | 7  | 34 | 29 | +5  |
|  | 7. | Mameli                 | 5  | 14 | 2  | 1 | 5  | 10 | 72 | -62 |
|  | 8. | Albarese               | 0  | 14 | 0  | 0 | 14 | 6  | 79 | -74 |

## Verdetti
- Florentia Campione d'Italia 1938
- Albarese retrocessa in Divisione Nazionale B 1939
- Nota: per la classifica pubblicata sul n. 278 (1938) de Il Littoriale il Cavagnaro conquistò 15 punti e l'Albarese 0, ma per il tabellone dei risultati pubblicato sul n. 280 (1938) dello stesso quotidiano sportivo l'Albarese avrebbe battuto per 5-0 il Cavagnaro. Presumibilmente il risultato è stato invertito per errore, considerando che la classifica pubblicata sul n. 278 è quella ufficiale della FIN.